# Batu Gajah (Tapung)
Batu Gajah is een bestuurslaag in het regentschap Kampar van de provincie Riau, Indonesië. Batu Gajah telt 940 inwoners (volkstelling 2010).